# Michael Sardelic
Michael Sardelic (* 1959, Vídeň) je rakouský pedagog a fotograf.

## Životopis
Michael Sardelic vystudoval výtvarnou výchovu na Tirol University of Education v Innsbrucku. Od roku 1990 je členem Cechu umělců Innviertler. Spolupracuje s Herminou Reidingerovou na společných uměleckých projektech pod názvem HumART. Počátkem 90. let byl spoluautorem dvou školních učebnic.
Michael Sardelic žije v Andorfu a pracuje v obci Ried im Innkreis.

## Ceny a nominace (výběr)
- 1982 Umělecká cena města Innsbrucku 2. Fotografická cena
- 2011 nominace na Mírovou cenu sv. Leopolda
- 2011 Čestné uznání – LICC – Mezinárodní kreativní soutěž v Londýně
- 2012 Nominace na Mezinárodní cenu za současné umění Adrenalina v Římě
- Nominace 2013 12. Mezinárodní umělecká cena Syrlin ve Stuttgartu